# Maść borna z mentolem
Maść borna z mentolem, boromenthol (łac. unguentum acidi borici cum mentholo) – preparat galenowy do użytku zewnętrznego, według przepisu oficynalnego. Jest maścią wielofazową (zawieszony zmikronizowany kwas borowy – 4% oraz rozpuszczony w podłożu lipofilowym mentol – 1%).
Skład:

Rp.
Mentholi (mentolu) 1,0
Acidi borici (kwasu bornego) 4,0
Lanolini anhydrici (lanoliny bezwodnej) 9,0
Paraffini solidi (parafiny stałej) 38,0
Ol. Paraffini (oleju parafinowego) 48,0
M.f.ung.

## Działanie i zastosowanie
Lek wykazuje skojarzone działanie substancji czynnych: przeciwbakteryjne, przeciwgrzybicze oraz przeciwzapalne kwasu borowego i miejscowo znieczulające oraz chłodzące mentolu. Boromenthol znajduje głównie tradycyjne zastosowanie w laryngologii, w leczeniu ostrego lub przewlekłego nieżytu i niedrożności zapalnej błony śluzowej nosa. Niekiedy także w dermatologii, w leczeniu zapalnych stanów skóry nieuszkodzonej z towarzyszącym świądem.

## Przeciwwskazania
Przeciwwskazania bezwzględne (w zastosowaniu laryngologicznym) obejmują niemowlęta i dzieci do 3. roku życia.